# ハイランダー

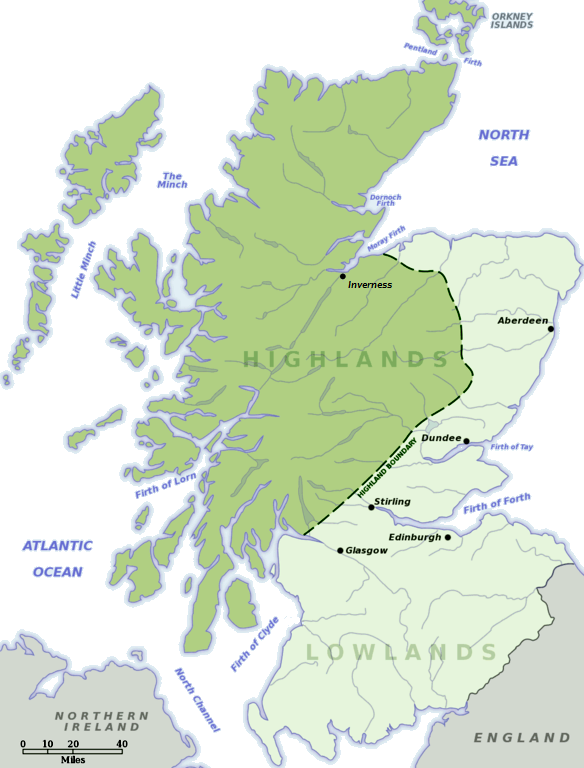
ハイランド地方とローランド地方

ハイランダー（英語: Highlander）は、スコットランド北部ないし北西側のハイランド地方の住民。南東側にあるローランド地方との境界は「ハイランドライン」と呼ばれ、断層線ともほぼ一致し、自然条件・地理条件から両者の交流には障害が多く、それが両地域の住民が共通の祖を持ちながら異なる特徴を形成するに至った。ゲール語文化圏としてのハイランドはかつてはローランド地方と面積はほぼ同程度であり、人口も16-17世紀には半分程度、18世紀には1/3程度はあたと推計されている。その後、18世紀後半から19世紀にかけての生産構造の変化に伴う強引な小作権取上であるハイランドクリアランスの影響で住民が離散、人口が激減している。
イギリスの軍隊では、ブラックウォッチやスコッツ・グレイなどの精鋭部隊を始めとするハイランド人で組織された連隊はハイランダーズ（Highlanders、高地（人）連隊とも）と呼ばれている。タム・オ・シャンターと呼ばれるベレー帽に似た帽子を被り、タータンチェックのキルトまたはズボンを履き、バグパイプ演奏者が随行することで有名である。
スコットランドにはもともとケルト系のピクト人などが住んでいたが、古代から、南方からのローマ帝国、アイルランドやイングランド王国、それに北海の向こうのヴァイキング（ノルウェー人）などの軍事的、文化的侵略にさらされた。ローマ衰退とともにアイルランド北東部にいた、やはりケルト系のスコット人が移住してピクト人、ブリトン人らを制圧していき、９世紀までにその優位がかたまりスコットランドと言われるようになったとされる。
スコットランド内部においても、とくに北方の僻地であるハイランドでは氏族制社会が長く続いた。対して、ローランドでは早くから産業化が進み、また、南方のイングランドと国境を接するがゆえにイングランドの影響を受けることも多かった。そのため、ハイランドはローランドとは異なる文化的伝統を残した。独自の文化であるケルト文化やカトリックの信仰が保護、強調され、結果としてそれらは高い士気へと繋がった。侮蔑的に、ローランドではハイランド人を「アイリッシュ」と呼び、ハイランドではローランド人を「イングリッシュ」とよぶこともあったという。
山岳部あるいは周辺海域の島々であるために、外界と隔離までは行かないにしても交流が困難で、文明の浸透が遅く、生活環境が快適とは言いがたいハイランドでは、貧しい土地であったため、兵士を資源として提供し、傭兵としてイングランドやその他のヨーロッパ諸国へ赴くことが多く、イングランドにも貢献した。また、ときにローランド地方に略奪に出かけたり、氏族社会の伝統が近世まで長く残ったために同じ王朝に服しても異なる氏族どうしで争うことも多かった。こうしたスコットランド人（ハイランド人）の勇猛さはイングランドだけでなく、その他のヨーロッパ諸国にも認められており、例えば15世紀フランスのシャルル7世が創設した近衛兵も、こうしたスコットランド人の部隊が最初だった。